# Pérail
Pérail (francisation orthographique de peral, ou peralh, terme languedocien à l’étymologie incertaine) est la dénomination d'une indication géographique protégée pour un fromage français au lait de brebis, transformé dans l'ouest du Massif central méridional (Aveyron, Tarn). C'est un fromage à pâte molle et à croûte fleurie d'un poids approximatif de 150 grammes.

## Histoire
Les paysans de l'ouest Massif central méridional ont toujours transformé leurs productions de lait cru de brebis. Ainsi étaient élaborés des fromages de taille réduite (los peralhs), destinés à la consommation familiale et aux marchés en cas d'excédent, ou de gros fromages frais précisément calibrés, qu'ils cédaient aux affineurs propriétaires de caves de Roquefort-sur-Soulzon pour faire du roquefort.
Le pérail trouve sa raison d'être dans le fait qu'à un moment de l’année, le troupeau d'une famille ne produit pas le volume de lait suffisant pour satisfaire aux impératifs de la transformation du roquefort, et qu'il est vital pour le ménage de ne pas perdre une traite, aussi petite soit-elle.

## Commerce
Au XIXe siècle, un négoce de ce fromage familial existait. En 1950, sa notoriété et sa commercialisation, dans les fermes et les marchés, ne dépassaient plus guère son bassin de production.
À fin des années 1960, avec une production d’une dizaine de tonnes, le pérail (toujours sous sa forme fermière au lait cru et sans mélange) réapparut dans les rues, les restaurants, les halles, les marchés et supermarchés de Montpellier, Sommières, Nîmes, Tarascon, Avignon, Carpentras… sous l’impulsion d’une vieille famille d’éleveurs de la vallée du Durzon (Aveyron), fraîchement émancipée, à l'époque, de la production laitière roquefortaise. Pour la première fois, une ferme familiale destinait exclusivement un troupeau de brebis à l’élaboration de ce fromage dans un but commercial.
Aujourd'hui, le volume de transformation du pérail se partage entre les agriculteurs-fromagers (les producteurs fermiers), des laiteries et même des groupes agro-industriels, comme Lactalis. La marque commerciale de ce dernier, Lou Pérac, est très connue des Français, depuis sa campagne de promotion télévisuelle de 1999. Michel Laporte, directeur recherche mercatique de la Société des caves, propriétaire de cette marque de Lactalis, revendique un côté militant : « Cela provient du fait que nos films font référence au Larzac, un lieu chargé d'histoire. En cela, Lou Pérac se crée un territoire et devient une marque un peu militante. »
Depuis le 26 mai 2025, la dénomination « Pérail » est reconnue comme Indication Géographique Protégée.

## Organismes génétiquement modifiés (OGM)

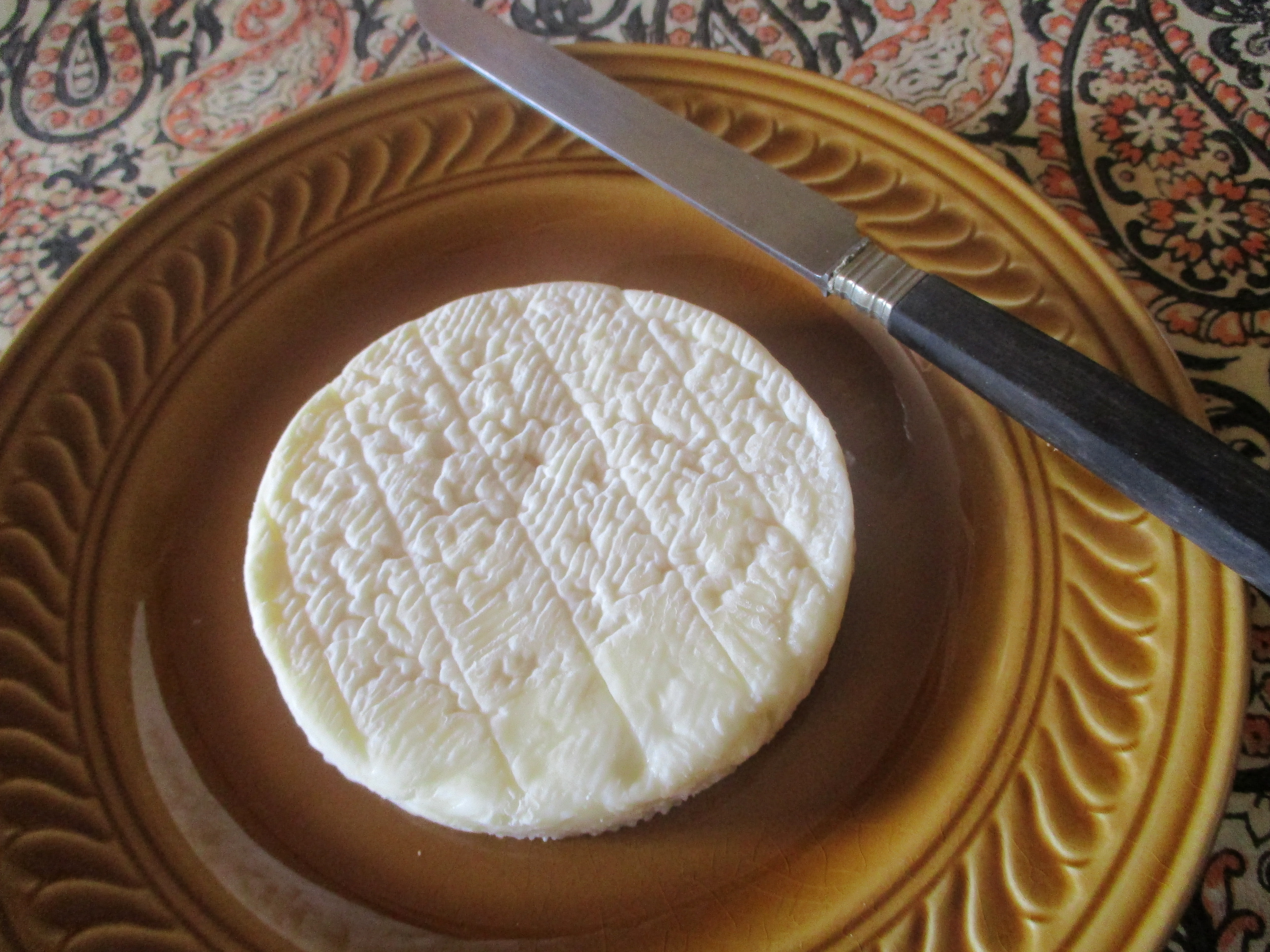
Fromage pérail dans une assiette.

En 2010, selon les listes existantes (Greenpeace, Jerry Stassiaux), certaines laiteries élaborant du pérail emploient des laits issus de bétail alimenté avec des aliments génétiquement modifiés. Il n'y a pas d'obligation d’étiquetage sur les produits de la présence de ces OGM.